# Starka band
Starka band är den svenske bluesmusikern Rolf Wikströms sjuttonde studioalbum som soloartist, utgivet på skivbolaget MNW 1998.

## Låtlista
Där inte annat anges är låtarna skrivna av Rolf Wikström.
1. "Starka band"
2. "Leva som en luffare"
3. "Inte en spänn på fickan"
4. "Kärlek är en lek"
5. "Jag kan inte lämna dej"
6. "Du är så jävla vacker"
7. "Herdinna, herdinna"
8. "En solig dag"
9. "Jag är som en främling"
10. "Redan träffat någon annan" (Jonatan Stenson)
11. "Jag har glömt min telefonbok"

## Listplaceringar
| Lista (1998) | Topplacering |
| ------------ | ------------ |
| Sverige      | 49           |

### Fotnoter
1. 1 2  ”Starka band”. Svensk mediedatabas. http://smdb.kb.se/catalog/search?q=Rolf+Wikstr%C3%B6m&x=0&y=0. Läst 9 januari 2013.
2. ↑  Placeringar på den svenska albumlistan